# Artystyczna Podróż Hestii
Artystyczna Podróż Hestii – konkurs artystyczny organizowany w latach 2002–2021.
Konkurs powstał w ramach mecenatu firmy ubezpieczeniowej ERGO Hestia. Pomysłodawcami przedsięwzięcia byli prezes firmy Piotr Śliwicki oraz profesor Maciej Świeszewski. Początkowo Artystyczna Podróż Hestii była skierowana wyłącznie do studentów ostatnich roczników Akademii Sztuk Pięknych w Gdańsku. Od 2009 konkurs nabrał charakteru ogólnopolskiego. W 2014 ERGO Hestia powołała Fundację Artystyczną Podróż Hestii, która zajmowała się organizacją kolejnych edycji konkursu.
Od 2015 do 2021 wystawy finałowe konkursu organizowano w stołecznym Muzeum Sztuki Nowoczesnej.
Laureaci konkursu otrzymywali możliwość odbycia rezydencji artystycznych w Nowym Jorku, Walencji oraz Wilnie. Do najbardziej znanych laureatów konkursu należy m.in. Ewa Juszkiewicz.

## Laureaci
- 2002 - Agnieszka Ledóchowska[7]
- 2003 - Marcin Grzęda[7]
- 2004 - Anna Waligórska[7]
- 2005 - Marek Wrzesiński[7]
- 2006 - Kamil Lisek i Tomasz Kucharski[7]
- 2007 - Paulina Maksjan[7]
- 2008 - Jakub Rebelka i Anna Kloc[7]
- 2009 - Miłosz Wnukowski i Ewa Juszkiewicz[7]
- 2010 - Anna Wypych[8]
- 2011 - Łukasz Patelczyk[9]
- 2012 - Cyryl Polaczek[9]
- 2013 - Krzysztof Nowicki i Agnieszka Kobyłecka[10]
- 2014 - Xawery Wolski i Małgorzata Goliszewska[11]
- 2015 - Krzysztof Maniak i Katarzyna Kimak[12]
- 2016 - Piotr Urbaniec i Olga Kowalska[13]
- 2017 - Katarzyna Szymkiewicz i Józef Gałązka[14]
- 2018 - Mateusz Sarzyński[15]
- 2019 - Barbara Gryka[16]
- 2020 - Natalia Galasińska, Veronika Hapchenko, Agata Jarosławiec[17]
- 2021 - Julia Woronowicz[18]